# Józef Jawurek
Józef Jawurek, Josef Javůrek (ur. 2 października 1757 w Benešovie, zm. 22 lipca 1840 w Warszawie) – polski kompozytor pochodzenia czeskiego, pianista, dyrygent i pedagog.

## Życiorys
Jawurek urodził się w Benešovie w Czechach. Podawana w literaturze przedmiotu jego data urodzenia, 2 października 1756 roku, jest błędna. Jawurek był członkiem kapeli klasztornej benedyktynów w Břevnovie w 1769 roku. Przeniósł się do Wiednia, gdzie według własnych słów miał być przyjacielem Wolfganga Amadeusza Mozarta. Około 1788 roku przybył do Warszawy, gdzie służył na dworze książąt Jabłonowskich, a od 1793 roku został nadwornym muzykiem księcia Michała Radziwiłła w Nieborowie. Na początku XIX wieku Jawurek ponownie zamieszkał w Wiedniu, gdzie trudnił się m.in. pośrednictwem w sprzedaży fortepianów. W 1806 roku został zatrudniony przez Johanna Gottharda von Frantzius w Gdańsku, gdzie przebywał do 1817 roku. Następnie muzyk wrócił do Warszawy, gdzie pozostawał do końca życia. Dyrygował koncertami orkiestry Amatorskiego Towarzystwa Muzycznego i uczył gry na fortepianie w Instytucie Rządowym Wychowania Panien oraz w Szkole Głównej Muzyki. 
Był zaprzyjaźniony z rodziną Fryderyka Chopina, 27 maja 1825 roku dyrygował koncertem, w którym brał udział Chopin.